# Ole Nydahl
Láma Ole Nydahl (Koppenhága, 1941. március 19. –) a tibeti buddhizmus meghatalmazott meditációs mestere és Karma Kagyü-vonalbeli lámája. 
Láma Ole és felesége, Hannah 1969-ben találkoztak Nepálban a század egyik legnagyobb jógijával, a 16. karmapával. A Karmapa a tibeti buddhizmus egyik iskolájának, a Karma Kagyü vonalnak a vezetője, s a hagyomány szerint ő maga az összes buddhaaktivitás emberi megtestesülése. A Karmapa az első nyugati tanítványaivá fogadta Ole és Hannah Nydahlt, s miután a vele töltött idő igen mély hatást gyakorolt az életükre, a Karmapa felkérte őket arra, hogy tegyék elérhetővé a buddhizmust a Nyugat szabad, önálló és tanult társadalmai számára. Ennek érdekében immár harminc éve utaznak megállás nélkül világszerte. Láma Ole szinte minden nap más városban tart előadásokat a buddhizmus legmagasabb szintű látásmódjáról, a Gyémánt Útról, és annak gyakorlati életben való alkalmazásáról. Az általa alapított több mint 700 meditációs központban, melyek a barátságon és a bizalmon alapulnak, az érdeklődők megismerkedhetnek ezekkel a tanításokkal, és közösen gyakorolhatják a meditációs módszereket

## Élete

### Kezdetek
1941. március 19-én született Dániában, Koppenhágától északra. Ole, és testvére, Björn igen vad gyerekek voltak. Mindez későbbi fiatalságukra is erősen kihatott; a Koppenhágában töltött ifjúságuk évei alatt a fára mászást és szomszédokkal való veszekedést felváltotta a motorbiciklik és a box. Édesapjuk gimnáziumi tanár volt, és kereken ötven könyvével megújította Dániában a háború utáni német nyelvoktatást. Olénak már két-hároméves korában erős álmai voltak hegyvidéki harcokról, ahol vörös ruhás nőket és férfiakat védelmezett az ellenséges harcosokkal szemben. Egyetemi tanulmányait a koppenhágai egyetemen végezte, ezzel egy időben szemesztereken vett részt a tübingeni és müncheni iskolákban. Fő tantárgyai az angol és német nyelv voltak. A filozófiát kitűnő eredménnyel végezte, disszertációjának témája "Aldous Huxley és a boldogító vízió" volt.

### Megismerkedése a Buddhizmussal
A hippi-éra Koppenhágájában töltött vad éveik után, melyek bővelkedtek kábítószeres tapasztalatokban, bokszmeccsekben és "hosszú" éjszakákban, 1968-ban Hannah-val nászútra utaztak Nepálba. Egy évvel később újra késztetését érezték egy hasonló utazásra, s visszatértek előző kalandozásuk színhelyére. Itt érte őket az első igazi tapasztalat Buddha tanításai által, amikor megismerkedtek első buddhista tanítójukkal, Lopön Csecsu Rinpocsével.
1969-ben Ole és Hannah a harmadik himalájai útjuk kapcsán találkoztak a 16. gyalva karmapával, Rangdzsung Rigpe Dordzse-val, aki éppen egy különleges buddhista szertartást tartott a tanítványainak. Néhány nappal később Karmapa meghívta őket, hogy tanuljanak a buddhizmusról, s legyenek az első személyes nyugati tanítványai. Még aznap este ajándékba kaptak tőle egy piciny csomagot, mely rendkívül fontos ereklyéket tartalmazott: a Karmapa összes eddigi inkarnációjától egy-egy hajszálat. Ezután három év tanulás következett Karmapánál a Himalájában. Ez idő alatt tanultak és meditáltak a Karma-Kagyü iskola más jelentős tanítóinál is, például Kalu Rinpocsénél és Künzig Samar Rinpocsénél.
1972 őszén a Karmapa Európába küldte őket azzal a felhatalmazással, hogy Karma-Kagyü központokat indítsanak el és építsenek fel Nyugaton.
"Egy nap, amikor kedvező jelek mutatkoztak, Karmapa magához hívatott és szerencsét hozó ajándékokat adott nekünk. Azt mondta, hogy mint elsőként nyugati tanítványok, megkapjuk az áldását arra, hogy meditációs központokat indítsunk a nyugati világban. Karmapa úgy mondta, hogy a munkánk Skandináviától kezdve egész Európára és végül mindenhová ki fog terjedni. Megígérte, hogy mindenben a segítségünkre lesz, továbbá kijelentette, hogy az áldása és átadása állandóan, mindvégig elkísér majd minket. Félig sokkos állapotban, és a kirobbanó energiától megittasodva – mely a mai napig folyvást velünk van és növekszik –, kellett Európába utaznunk. Így vezetett rá minket arra az útra, ami azóta az életünk feladatává vált."
Egy audienciát követően Margit dán királynőnél, Ole Nydahl vezette a Dalai Láma látogatását a koppenhágai centrumban.

### A tanítói hivatás megkezdése
A visszatérés után rögtön elkezdődött a munka legjava: előadások Skandináviában és Ausztriában, Hollandiában és Belgiumban, majd ezután Németországban, Svájcban, Franciaországban és Görögországban. Az előadások után Ole buddhista menedéket adott az egybegyűlteknek, és elmagyarázta az embereknek, hogy miként haladjanak tovább egyedül vagy barátaik segítségével a megvalósítás útján. Mind a mai napig ez az a modell, amely több, mint 700 centrum és meditációs csoport létrehozásához vezetett Közép- és Kelet Európában, Dél- és Észak-Amerikában, valamint Ausztráliában. Kezdettől fogva mind a mai napig a centrumokban minden munka önkéntesek és felajánlások segítségével zajlik.
A következő években újabb utazásokra került sor a Himalájába. Ole és felesége, Hannah Nydahl a Karmapától és a Karma-Kagyü vonal más tanítóitól tanultak. Olyan mélyreható meditációs eszközök átadásában részesültek ezalatt, mint például a haldoklás közben megtartott tudatosság általi átvitelnek, azaz a "phovának" a gyakorlata. Tanítványaikkal, barátaikkal rendszeres zarándokutakat szerveztek Szikkimbe.
1976-ban Ole volt az első tanító, aki Lengyelországban megalapozta a buddhizmus tanításait, s amint a tanítás egyre több teret nyert magának, a Karmapa a teljes keleti blokkot egészen Japánig rá bízta. Első előadás-körútjait Dél-Afrikába és az USA-ba szervezte. Ebben az időben Ole már egész évben tanított, szerte a világon – majdnem minden nap új városban. A csoportok egyre gyarapodtak, aminek köszönhetően az utazási költségeket a 80-as évek óta az előadásaiból származó bevétellel fedezi. „A Karmapa pontosan megmondta nekünk, hogy mit kell tennünk. Ez minden találkozásnál így történt, mióta 1969-ben a tanítványai lettünk. Ezen irányelvek betartása és az ő áldása lehet az oka annak, hogy nekünk minden olyan jól sikerül.”

### A Karmapa öröksége
1981. november 5-én, egy chicagói kórházban, tanítványai körében elhunyt a 16. Gyalva Karmapa. Másfél évvel előtte elmondta Hannah-nak és Ole-nak, hogy melyik lesz az a nap, amikor újra találkozniuk kell. Ole, Hannah és 108 tanítványuk Rumtekben (Szikkim) vártak rá, ahová néhány nappal később a holttestét hazahozták. A Karmapa hamvasztási szertartása során számtalan csodálatos jelenségnek lehettek tanúi a jelenlévők. Ole ehhez hozzáfűzte, hogy: "Komolyan elgondolkodtam rajta, hogy visszakérem az iskolai tandíjaimat!" A 80-as évek második felétől főképp Lengyelországban növekedett meg az érdeklődés a buddhizmus iránt. Ole ekkoriban látogatta meg Japánt, Koreát, s később Magyarországot is. Ezekben az években jött létre néhány a legnagyobb Karma-Kagyü meditációs- és tanítási centrumok közül. Az előadások, körutak között megtartották az első többnapos meditációs kurzusokat Európa néhány országában és Amerikában. A buddhizmus nyugati fejlődése következtében a 80-as évek közepén már több száz ember látogatta Ole előadásait. Csak Lengyelországban többen voltak, mint egész Nyugat-Európában. Észak- és Dél Amerikában is növekedett a csoportok létszáma, s bár még kisebb termeket töltöttek meg, de így is többnyire legalább száz ember vett részt egy-egy összejövetelen.
Ole Nydahl körül lassan kialakultak azok a kis csoportok, amelyek mindenhová követték őt a világban tett útjai során. Lengyelországi tanítványa, Tomek Lehnert, mivel kritizálta a politikai rendszert, közvetlenül a kommunista katonai rendőrség által megkísérelt letartóztatása előtt kimenekült Dániába. Csatlakozott Ole kíséretéhez, s ő volt az egyik első, és a mai napig ő maradt a legközelebbi segítője világ körüli útjainak szervezésében.
Künzig Samar Rinpocsétól, aki a Karmapa után a második legmagasabb rangú tanítója a Karma-Kagyü vonalnak, Ole megkapta a "buddhista mester", a láma elnevezést.

### Láma Ole
1983-ban Ole édesanyja, 83 évesen, egy autóbalesetben életét vesztette. Ugyanebben az évben Ole megkapta a "hivatalos" engedélyt arra, hogy a haldoklás közben megtartott tudatosság általi átvitelnek – röviden tudatos haldoklásnak is nevezik – gyakorlatát (tibeti: phova) világszerte tanítsa a gyakorlóknak. Az első phova-kurzust Graz-ban tartotta meg, százharminc tanítvánnyal. Az azt követő években már évente tucatszor tartott ilyen kurzusokat világszerte. Ezidáig több tízezer ember vett részt ezeken a kurzusokon, s mindannyian sikeresen megkapták a phova sikerességét igazoló testi "jelzést" is.
1987-ben, egy freiburgi előadása alapján megírta Ole a "Mahamudra" című első könyvét, melyet 1999-ben "A Nagy Pecsét" című kiadvány követett.
1988-ban Ole először utazott Oroszországba, inkognitóban, a finn határon át – autóval, sátorral és hálózsákkal felszerelkezve. Leningrádban reggeltől az éjszakába nyúlóan adott tanításokat több magánlakásban. Így jöttek létre az első központok Szentpéterváron és Tallinnban. Dániában ekkortájt hivatalosan elismerték a buddhizmust, mint vallást. Többek között Láma Ole is hivatalosan eskethet, és végezhet temetési szertartást. Künzig Samar Rinpocse hivatalosan és nyilvánosan is lámának, buddhista tanítónak titulálja Ole Nydahlt.
1989-ben Ole megírta második könyvét, melynek címe: "Minden Határon Túl". Könyvében leírta a Gyémánt Út fejlődését a nyugati világ tekintetében. Világosan rámutatott egyben a buddhizmuson belüli visszás állapotokra, s ez a "politikailag korrekt" buddhisták körében hangos nemtetszést váltott ki.
1990-ben megalakult a Karma-Kagyü Dachverband e. V (Karma-Kagyü Csúcsszervezet) – mai néven Buddhistischer Dachverband Deutschland der Karma-Kagyü Linie e. V (A Karma-Kagyü vonal Németországi Csúcsszervezete), röviden BDD. Ez egy szolgáltató intézmény a meditációs centrumok számára, mely a buddhista tanítók előadói körútjait szervezi, és a meditációs szövegek kiadását, forgalmazását intézi Európa országaiban. A 90-es évek folyamán könyvekkel, videókkal, CD-kel és pr-tevékenységgel bővült a kínálat. A tartalomért Láma Ole és Láma Dzsigme Rinpoche a felelősek (Dzsigme Rinpochét még a 16. Karmapa nevezte ki helyetteseként Európában). A mai napig 79 centrum és meditációs csoport tömörül hét buddhista regionális szervezetbe (déli, délnyugati, közép-rajnai, nyugati, északi, keleti Karma-Kagyü iskola), s ezek mindegyike a BDD tagjai.
Láma Ole eddig világszerte több, mint 700 centrumot létesített, s ezekben rajta és ázsiai kollégáin kívül immár több tucat általa felhatalmazott nyugati buddhista utazó tanító oktat. Időközben ők is szert tettek néhány évtizedes meditációs tapasztalatra és a centrumok meghívásában nagyon nagy munkát végeznek a tanítások terjesztésében.

### 17. Karmapa
1992-ben, Tibetben, a kilencéves Táje Dordzse, a Karmapa 17. reinkarnációja, fényképről felismerte Lama Olét és Hannah-t, mint előző életéből ismert tanítványait. Miután Tibet kínai megszállói elől a Karmapa Delhibe (Észak-India) menekült, nagy öröm közepette találkoztak, s útjára indították a tanítások és utazások újabb láncolatát. 1994. márciusában a 17. Karmapa Trinli Táje Dordzse Újdelhiben (India) találkozott a világ minden részéről összesereglett követőjével. Azóta a Karmapa hagyományos tanulmányait folytatja Újdelhiben és a Himalájában. 1996-ban a Nemzetközi Kagyü Konferencia keretein belül Újdelhiben a Kagyü iskolák számos tanítója találkozott a világ különböző országaiból. Ez alkalomból Láma Ole megerősítette a Samarpa által felismert 17. karmapát, Táje Dordzsét, a Gyémánt Út centrumok támogatásáról. Láma Ole európai meditációs kurzusainak résztvevői száma ekkor már több ezer főre növekedett. Lopön Csecsu Rinpocse is gyakran látogatta a kurzusokat (Csecsu Rinpocse volt Hannah és Ole első buddhista tanítója).
Az ezredfordulóra a következőképpen alakult Láma Ole éves úti terve: Csehország, Balkán, Lengyelország 1 hónap; Közép-Európa 4 hónap; Ukrajna, Oroszország, Szibéria, Litvánia, Lettország, Észtország 2 hónap; Skandinávia 2 hét; Ausztrália, Új-Zéland 1 hónap; Dél-Amerika, Közép-Amerika 1 hónap; Észak-Amerika 1 hónap. Fennmaradó idejében projekteket szervez, levelekre válaszol, könyveket ír.

## Könyvei magyarul
- Egy jógi 108 válasza; ford. Sinka Marzenna; Karma Künsang Chö Ling, Bp., 1995
- Ahogy a dolgok vannak. Korszerű bevezetés Buddha tanításaiba; ford. Lahucsky Péter; Mind, Bp., 1996 (Buddhizmus napjainkban)
- Egy jógi 109 válasza. Válogatás láma Ole Nydahl tanításaiból; szerk. Melles Ágnes, Lahucsky Péter, ford. Lahucsky Péter; Mind, Bp., 1998 (Gyémánt Út buddhizmus)
- Egy jógi 109 válasza. Válogatás láma Ole Nydahl tanításaiból; szerk. Melles Ágnes, Lahucsky Péter, ford. Lahucsky Péter; 2. jav. kiad.; Mind, Bp., 1999 (Gyémánt Út buddhizmus)
- Belépés a Gyémánt Útra; ford. Lahucsky Péter; Mind, Bp., 1999
- Minden határon túl. Ahogy a buddhák nyugatra jöttek; ford. Danhauser Ágnes; KDÖL Gyémánt Út Buddhista Közösségek, Bp., 2001
- Ahogy a dolgok vannak. Korszerű bevezetés Buddha tanításaiba; ford. Lahucsky Péter; 4. jav. kiad.; Gyémánt Út Buddhista Közösség, Bp., 2004
- Egy jógi 111 válasza. Válogatás láma Ole Nydahl tanításaiból; ford. Schiffrich Renáta, Ujj Zoltán, Lahucsky Péter; Gyémánt Út Buddhista Közösség, Bp., 2004 (Gyémánt Út buddhizmus)
- A négy alapgyakorlat. Ngöndro. Első lépések a Gyémánt Út buddhizmusban; Gyémánt Út Buddhista Közösség, Bp., 2006
- Könyv a szerelemről. Gyakorlati tanácsok a boldog párkapcsolathoz; ford. Máthé Réka; Jaffa, Bp., 2008
- Első lépés a Gyémánt Úton. Egy utazás, amely történelmet írt; ford. Szalai-Burszán Balázs; Jaffa, Bp., 2009
- Ahogy a dolgok vannak. A valóság minden elképzelésen túl; ford. Máthé Réka; Jaffa, Bp., 2010
- Félelem nélküli halál. Tanácsok életünk döntő pillanatához; ford. Máthé Réka; Jaffa, Bp., 2014
- A Gyémánt Út négy alapgyakorlata. A nagy pecsét előkészítő gyakorlatai; ford. Cserháti Péter et al.; Gyémánt Út Buddhista Közösség, Budapest, 2022